# 帶紋狗魚
帶紋狗鱼（学名：Esox americanus），也称美洲狗鱼（法語：brochet d'Amérique），是輻鰭魚綱狗魚目狗鱼科分布于北美洲的一種掠食性淡水鱼，其下有兩個亞種：
- 红鳍狗鱼（redfin pickerel，Esox americanus americanus，格梅林，1789），也称溪流狗鱼（brook pickerel）；
- 虫纹狗鱼（Esox americanus vermiculatus，勒叙厄尔（英语：Charles Alexandre Lesueur），1846），美语俗称草纹狗鱼（grass pickerel），起初被定义为单一物种Esox vermiculatus，但现在定为亚种。

## 分布
本魚分布於北美洲美國及加拿大的淡水水体中。红鳍狗鱼的分布从魁北克的圣劳伦斯河流域一直到密西西比和佛罗里达之间的墨西哥湾沿岸东部。虫纹狗鱼的分布更靠西面，从安大略到密歇根之间的五大湖沿岸一直到东德克萨斯与密西西比之间的墨西哥湾沿岸西部。

## 特徵
带纹狗鱼为中型鱼，两个亚种的体重最大可达0.91（2磅），魚體延長略呈扁平，體中央為最大體高處，頭大，不具鱗片；吻短，吻端寬闊且較鈍；口大，上顎延伸至眼睛前緣，下顎突出，下顎及鋤骨上的牙齒較延長，體上方橄欖色或黑色；腹面灰白到白色，從後頸到背鰭起點的背部中央條紋不明顯。
红鳍狗鱼的條紋呈灰白色，瞳孔黃色到黃色的綠色，虹膜黃金。背鰭暗色，其餘各鰭橘色或紅色。背鰭軟條13至21枚；臀鰭軟條13至18枚，體長可達39.4（15.5英寸）。
虫纹狗鱼的條紋呈赭褐色，具有15至23個橄欖色到黑色的波浪狀縱帶側邊。眶下骨與眶前骨黑色橫帶明顯，瞳孔黃色到黃色的綠色，虹膜黃金。背鰭暗色，所有鰭具黑色的前緣，鰭餘各魚鰭琥珀色，體長可達37.6（14.8英寸）。

## 生態
两种带纹狗鱼都主要棲息在水流迟缓、水草丰富的湖泊、河川和湿地，成魚冬天會向深水處移動，當春季融雪之時會向岸邊水草密集的浅水区聚集產卵；鱼卵会在11～15日内孵化，但成鱼不会守护鱼卵和鱼苗。成魚屬较为凶猛的肉食性鱼，以昆蟲及小魚等為食。在进入大的江河和河口湾的时候，带纹狗鱼会被银花鲈鱼、弓鳍鱼、斜纹犬牙石首鱼等更大的鱼类掠食。

## 經濟利用
带纹狗鱼為食用魚，虽不及白斑狗鱼和北美狗鱼那样受钓鱼爱好者欢迎，但也是著名的遊釣魚。